# Rachel Bromwichová
Rachel Bromwichová (1915 – 15. prosince 2010) byla britská akademička. Zaměřovala se na středověkou velšskou literaturu, byla emeritním přednášejícím Keltských jazyků a literatury na Anglosaském, severském a keltském oddělení v Cambridge až do své smrti. Mezi její nejvýznamnější úspěchy patří studium velšské literatury Trioedd Ynys Prydein, její edice Velšských triád.

## Život
Bromwichová se narodila jako Rachel Amosová v Hove v Anglii v roce 1915. Její otec Maurice Amos byl anglický právní expert, který pracoval jako poradce v oblasti mezinárodní práva pro egyptskou vládu. Její matku pocházela ze Skotska a byla vyznámím kvakerka. Rodina se často stěhovala, až se v roce 1925 usadila v Cumbrii. V roce 1934 Rachel Amosová začala navštěvovat Newnham College v Cambridge, kde studovala starou angličtinu a později se přesunula na oddělení zaměřená na Střední velštinu. V roce 1938 se přesunula na Velšskou universitu v Bangoru a studovala u Ifora Williamse. Amosová se velmi zajímala o středověkou velšskou literaturu, zejména o Artušovskou legendu; Velšské triády začala studovat na podnět Williamse. Jako univerzitní učitelka spojila přísně akademické zásady s obrovskou osobní přívětivostí, byla vždy připravena sdílet své znalosti se svými studenty, přičemž se podrobně zajímala i o jejich plány do budoucna. Byl jí udělen titul D.Litt. na University of Wales za přínos velšskému akademickém světu. V roce 1939 se vdala za Johna Bromwiche, se kterým měla syna Briana.
Na univerzitě Rachel Bromwichová zkoumala středověkou literaturu a velšský jazyk. V roce 1963 publikovala Trioedd Ynys Prydein, významnou edici Velšských triád. Třetí, důkladně přepracované vydání vyšlo v roce 2005. Toto dílo často využívají akademici, ačkoli to je s ohledem na úzkou specializaci textu až překvapující. Je to díky rozsáhlému poznámkovému aparátu, rejstříku a širokému záběru postav velšské mytologie a legend.
Jejím dalším významným příspěvkem akademickému světu je řada knih a článků o Dafydd ap Gwilym, vynikajícím velšském básníkovi. Výsledky svého bádání z velké části shrnula v Aspektech poezie Dafydda ap Gwilyma (Aspects of the Poetry of Dafydd ap Gwilym) (Cardiff, 1985). Společně s D. Simonem Evansem vytvořila edici hlavního středověkého velšského příběhu Culhwch a Olwen, a to jak ve velštině (1988), tak v angličtině (1992).